# Miyazaki Aoi
Miyazaki Aoi (宮﨑 あおい sinh ngày 30 tháng 11 năm 1985) là nữ diễn viên người Nhật. Cô nổi tiếng với vai chính trong các phim Nana và Virgin Snow. Anh trai của cô, Miyazaki Masaru, cũng là một diễn viên, hai người cùng đóng trong phim Hatsukoi. Cô cưới diễn viên Sosuke Takaoka vào ngày 15 tháng 6 năm 2007, anh là bạn diễn với cô từ khi cô 15 tuổi. Tuy nhiên, hai người đã ly dị vào tháng 12 năm 2011.

## Sự nghiệp
Miyazaki đến với ngành giải trí rất sớm khi cô mới chỉ 4 tuổi. Lúc đầu cô chủ yếu xuất hiện trong các bản tin quảng cáo trên TV hoặc trên các tạp chí, thỉnh thoảng cô đóng một số vai phụ trong các bộ phim truyền hình. Cô lần đầu chạm ngõ điện ảnh với vai diễn trong bộ phim Ano Natsu no Hi, khi đó cô mới chỉ 14 tuổi.
Cũng vào tuổi 14, Miyazaki thu hút sự chú ý của làng điện ảnh thế giới khi cô xuất hiện trong phim Eureka của đạo diễn Shinji Aoyama, trong phim cô là một trong số những người sống sót sau một vụ cướp xe bus thảm khốc. Bộ phim thắng giải International Federation of Film Critics tại Liên hoan phim Cannes năm 2000, sau đó cô được trao giải Nữ diễn viên chính xuất sắc nhất tại Japanese Professional Movie Awards. Trong năm 2003, cô cũng xuất bản đĩa đơn đầu tiên The Little Prince.
Sau đó, Miyazaki còn thắng thêm giải Nữ diễn viên chính xuất sắc nhất tại Liên hoan phim quốc tế Cinemanila cho diễn xuất của cô trong phim Harmful Insect. Cô tiếp tục hợp tác với đạo diễn Aoyama trong bộ phim mới Eli, Eli, Lema Sabachthani?, bộ phim đoạt giải Un Certain Regard tại Liên hoan phim Cannes năm 2005. Cũng vào năm này, cô đóng cùng ca sĩ kiêm diễn viên Mika Nakashima trong bộ phim thành công về cả doanh thu lẫn giới phê bình Nana.
Năm 2008, cô được trao giải Galaxy Individual Award cho vai diễn trong bộ phim truyền hình lịch sử (taiga) của đài NHK, Atsuhime.
Tại LHP The Newport Beach tổ chức ở Newport Beach, CA, sẽ trình chiếu bộ phim mới của cô Hai đứa con của chó sói (宮﨑 あおい) vào thứ bảy, ngày 27 tháng 4/2013.

## Hoạt động khác
Bên cạnh diễn xuất, Miyazaki còn xuất hiện trong các quảng cáo của những tập đoàn nổi tiếng, bao gồm Aflac, Tokyo Metro, NTT DoCoMo và Olympus. Đầu năm 2008, cô cũng được chọn làm người mẫu cho các bảng quảng cáo của Emporio Armani.

## Hoạt động nhân đạo
Trong những năm gần đây, Miyazaki rất tích cực tham gia các hoạt động nhân đạo.
Năm 2005, cô cùng anh trai Masaru Miyazaki du lịch tới Ấn Độ để trải nghiệm trực tiếp cuộc sống của những người nghèo ở đây, sau đó hai người xuất bản những bức ảnh về những nơi họ đã đến qua cuốn sách ảnh Tarinai Peace xuất bản năm 2006.
Năm 2006, hai anh em tiếp tục đến Đan Mạch và Phần Lan theo một dự án cảnh báo sự ấm lên của Trái đất. Những trải nghiệm của họ tiếp tục được xuất bản thành hai cuốn sách ảnh năm 2006, hai cuốn lần lượt có tên là Love, Peace và Green Tarinai, Peace2.
Tháng 4 năm 2008, Miyazaki tham gia hoạt động đi bộ Dải ruy-băng Vàng (Gold Ribbon Walking) ở Roppongi, Tokyo nhằm nâng cao nhận thức của cộng đồng và kêu gọi tài trợ cho quỹ các trẻ em bị ung thư.
Bộ phim năm 2008 của cô Children of the Dark cũng là một tác phẩm nhằm lên án việc bóc lột sức lao động với trẻ em.

## Phim tham gia

### Phim điện ảnh
| Năm  | Tên phim                                   | Vai diễn                   | Ghi chú               |
| ---- | ------------------------------------------ | -------------------------- | --------------------- |
| 1999 | Ano Natsu no Hi                            | Tama Kobayashi             |                       |
| 2000 | Swing Man                                  | Futami Minase              |                       |
| 2001 | Eureka                                     | Kozue Tamura               |                       |
| 2002 | Harmful Insect                             | Sachiko Kita               | Vai chính             |
| 2002 | Pakodate-jin                               | Hikaru "Pikaru" Hino       | Vai chính             |
| 2002 | Tomie: The Final Chapter - Forbidden Fruit | Tomie Hashimoto            | Vai chính             |
| 2003 | Lovers' Kiss                               | Eriko Kawana               |                       |
| 2004 | Loved Gun                                  | Miyuki                     |                       |
| 2004 | A Blue Automobile                          | Konomi Saeki               |                       |
| 2004 | Riyu                                       | Yukari Ishida              |                       |
| 2004 | Amoretto                                   | Female high-school student |                       |
| 2005 | All About My Dog                           | Mika                       | Vai chính             |
| 2005 | Nana                                       | Nana Komatsu               | Vai chính             |
| 2006 | Gin-iro no Kami no Agito                   | Toola                      | Lồng tiếng, Vai chính |
| 2006 | Gimme Heaven                               | Mari Michiki               |                       |
| 2006 | Eli, Eli, Lema Sabachthani?                | Hana                       |                       |
| 2006 | Su-ki-da                                   | Yu (young)                 | Vai chính             |
| 2006 | Hatsukoi                                   | Misuzu                     | Vai chính             |
| 2006 | Tada, Kimi o Aishiteru                     | Shizuru Satonaka           | Vai chính             |
| 2006 | Umi de no Hanashi                          | Kaede Fukino               | Vai chính             |
| 2007 | Tokyo Tower: Mom and Me, and Sometimes Dad | DJ Idol                    |                       |
| 2007 | Virgin Snow                                | Nanae Sasaki               |                       |
| 2007 | Sad Vacation                               | Kozue Tamura               |                       |
| 2008 | Bloody Snake Under the Sun                 | An Anjo                    |                       |
| 2008 | Flowers in the Shadow                      | Naruko/Hisako              |                       |
| 2008 | Children of the Dark                       | Keiko Otowa                |                       |
| 2009 | The Shōnen Merikensack                     | Kanna Kurita               | Vai chính             |
| 2009 | Mt. Tsurugidake                            | Hatsuyo Shibasaki          |                       |
| 2010 | Solanin                                    | Meiko                      | Vai chính             |
| 2010 | Okan no Yomeiri                            |                            |                       |
| 2010 | Colorful                                   |                            | Lồng tiếng            |
| 2011 | Kamisama no Karute                         | Haruna Kurihara            |                       |
| 2011 | Tsure ga Utsu ni Narimashite               |                            |                       |
| 2012 | Hai đứa con của chó sói                    | Hana                       | Vai chính, Lồng tiếng |
| 2013 | Petal Dance                                | Jinko                      |                       |

### Phim truyền hình
| Năm  | Tên phim                    | Vai diễn         | Ghi chú                 |
| ---- | --------------------------- | ---------------- | ----------------------- |
| 1999 | Genroku Ryoran              | Sayo Yatō        |                         |
| 2000 | Hatachi no Kekkon           | Shiori Chūganji  |                         |
| 2000 | Girl                        | Azusa Minami     | Vai chính               |
| 2000 | Himitsu Club O-daiba.com    | Rei Kōgen        |                         |
| 2001 | Kabushikikaisha O-daiba.com | Rei Kōgen        |                         |
| 2001 | R-17                        | Yukari Nomura    |                         |
| 2001 | Fure, Fure Jinsei!          | Kyōko Yūki       |                         |
| 2001 | Ao to Shiro de Mizuiro      | Kaeda Uchiyama   | Vai chính, Tập đặc biệt |
| 2002 | Shiawase No Shippo          | Moe Sasamoto     |                         |
| 2002 | Keitaideka Zenigata Ai      | Ai Zenigata      | Vai chính               |
| 2004 | Chotto Matte Kamisama       | Akihiko Amagi    |                         |
| 2004 | Riyu                        | Yukari Ishida    |                         |
| 2004 | Chichi no Umi, Boku no Sora | Honoka Arai      |                         |
| 2006 | Junjo Kirari                | Sakurako Arimori | Vai chính               |
| 2008 | Atsuhime                    | Okatsu/Atsuhime  | Vai chính               |

## Giải thưởng
- 2002 Cinemanila International Film Festival: Nữ chính xuất sắc nhất trong Harmful Insect[3]
- 2002 Japanese Professional Movie Award: Gương mặt triển vọng trong Eureka[3]
- 2002 Nikkan Sports Film Award:	Tài năng mới trong Harmful Insect, Pakodate-jin, Tomie: The Final Chapter - Forbidden Fruit[3]
- 50th Television Drama Academy Awards: Nữ chính xuất sắc nhất trong Junjo Kirari (2006)
- 12th Nikkan Sports Drama Grand Prix (Jul to Sep 2008): Nữ chính xuất sắc nhất trong Atsuhime
- 12th Nikkan Sports Drama Grand Prix (Oct to Dec 2008): Nữ chính xuất sắc nhất trong Atsuhime[8]
- 59th Television Drama Academy Awards: Nữ chính xuất sắc nhất trong Atsuhime
- 45th Galaxy Awards: Individual Award
- Người phụ nữ của năm 2008 do tạp chí Vogue bầu chọn[9]
- 2009 Elan d'or Awards: Gương mặt triển vọng[10]
- TVnavi's Drama of the Year 2008: Nữ chính xuất sắc nhất trong Atsuhime[11]
- 12th Annual Drama Grand Prix: Nữ chính xuất sắc nhất trong Atsuhime[12]

## Đường dẫn bên ngoài
- Aoi Miyazaki Official Website (tiếng Nhật)
- Miyazaki Aoi trên HanCinema
- Miyazaki Aoi trên IMDb